# 母袋創一
母袋 創一（もたい そういち、1952年（昭和27年）7月6日 - ）は、日本の政治家。長野県上田市長（新市制3期、旧市制1期）、長野県議会議員（3期）などを務めた。

## 来歴
長野県上田市下塩尻の養蚕農家に生まれる。1972年（昭和47年）3月、長野県上田高等学校卒業。1976年（昭和51年）3月、慶應義塾大学法学部政治学科卒業。同年4月、三井物産に就職。1990年（平成2年）9月、同社を退社。
1991年（平成3年）4月の長野県議会議員選挙に自由民主党公認で立候補し初当選。その後長野県議会会派「県政会」に参加し、県議を3期務める。
2002年（平成14年）2月7日、県議を辞職。同年3月17日に行われた旧上田市の市長選挙に立候補し初当選した。
2006年（平成18年）3月6日、旧上田市は小県郡丸子町・真田町・武石村と新設合併を行い、新上田市が誕生する。4月2日告示、4月9日執行の市長選挙に無投票により初当選した。
2010年（平成22年）、再選。2014年（平成26年）、3選。2017年（平成29年）11月、2018年（平成30年）3月の市長選には立候補しない意向を表明した。2018年（平成30年）4月の任期満了をもって引退。合併を挟んで市長を連続4期務めた。
2022年11月3日、秋の叙勲において、旭日中綬章を受章した。